# Антарктически долар
Антарктският долар е неофициалната валута на континента Антарктида.
Създадена е от група ентусиасти, граждани на САЩ, в 1996 година независимо от факта, че съгласно международните споразумения, Антарктида не представлява територия на нито една държава и няма право на собствена валута.
Номиналните банкноти от 1996 г. са 1, 2, 5, 10, 20, 50 и 100 долара. На тях са нанесени рисунки и холограми. Идеята е, че за срока за който са валидни, могат да бъдат разменени за американски долари по номиналната стойност и средствата да бъдат използвани за финансиране на научни експедиции в Антарктида. Тези банкноти са предмет на колекциониране.